# الزراعة (قرية)
الزَرّاعة (فتح الزاي وتشديد الراء) وتسمى رأس الناعور أيضًا، هي قرية كبيرة كانت موجودة في القرن السابع للهجرة، ذكرها الجُغرافي ياقوت الحموي في كتابه، وذكر أنها تقع شرق الموصل، بالقرب من بعشيقة من أعمال نينوى فيها عين ماء فوارة عجيبة يجتمع فيها الماء الكثير، ويتربى فيه نبات اللينوفر، ويعد هذا النبات نوعًا من مصادر دخل القرية، ويضمنه العامل في القرية بمال، ويباع في كل وقت بثمن جيد ويعد من غلة تلك القرية، وتسمى عين الماء هذه باسم (عين رأس الناعور). واليوم لا نعهد عين ماء بهذه الغزارة في تلك البقعة غير ما يعرف اليوم باسم عين الناوران، وهي في سفح جبل بعشيقة، في أعلى خرساباد.